# Абдул, Лида
Лида Абдул (англ. Lida Abdul; настоящая фамилия — Абдулла (англ. Abdullah); род. 1973, Кабул, Афганистан) — современная афганская видео-художница и перформансист.

## Биография
Лида Абдул родилась в 1973 году в Кабуле, однако уже в юном возрасте во время советско-афганской войны вместе с семьёй иммигрировала в Индию. Позже жила в Германии и США. В 2000 году она получила степень магистра изящных искусств в Калифорнийском университете в Ирвайне.

## Награды
Работы Лиды Абдул неоднократно удостаивались различных наград:
- 2006 — премия принца Клауса,
- 2007 — премия ЮНЕСКО за популяризацию искусства от ОАЭ,
- 2009 — премия Европейского фестиваля медиа-искусства,
- 2015 — первый приз Фонда Мерц (Турин).